# University of Peradeniya
University of Peradeniya ligger i staden Peradeniya några kilometer från Kandy och är det näst äldsta universitetet i Sri Lanka.

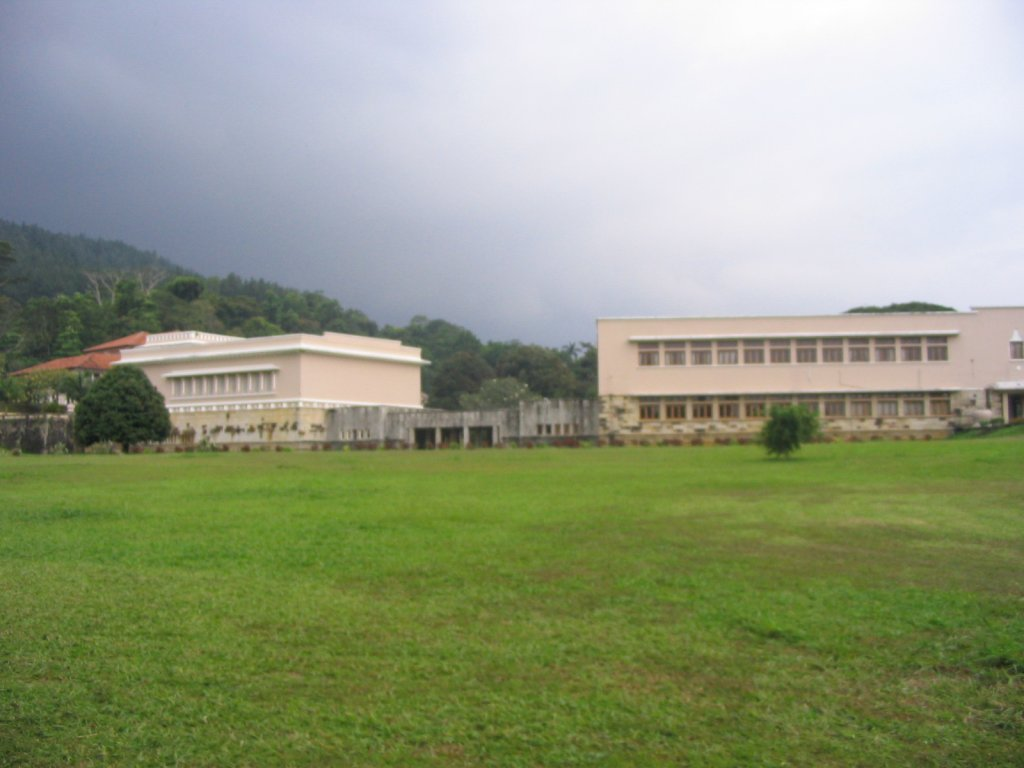
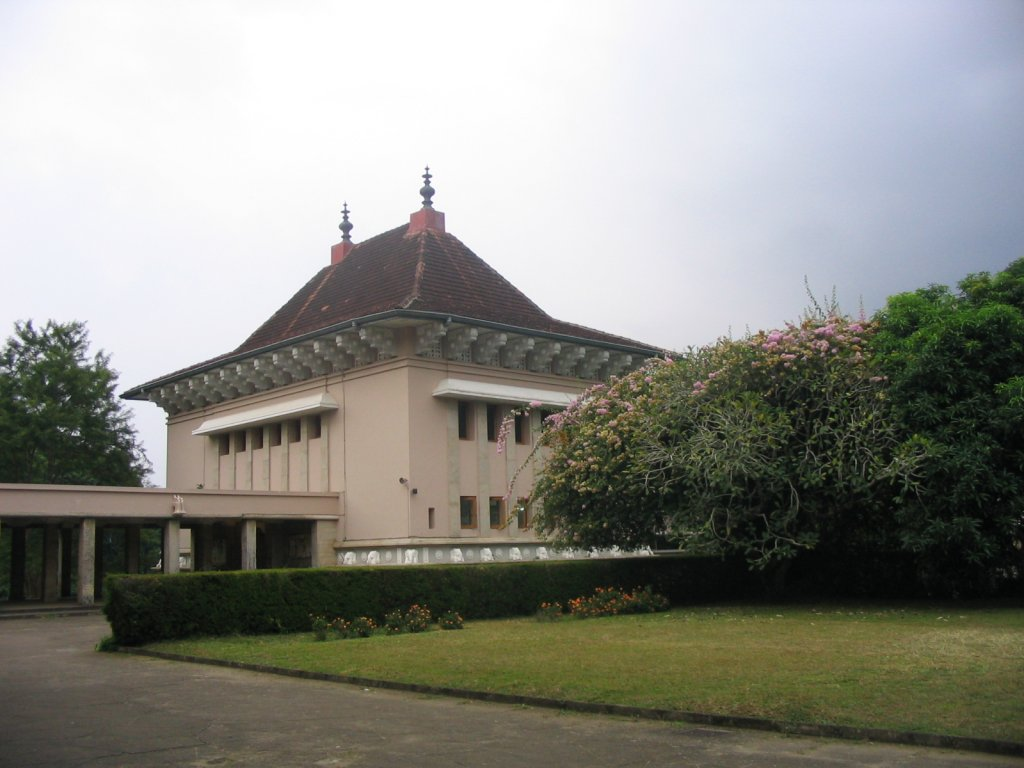